# 阿特·巴特勒
阿特·巴特勒（英語：Artt Butler；1969年10月13日—），是一位有日本和墨西哥血統的美國男配音員，他最知名的配音作品為《星際大戰：複製人之戰》（2008年）的阿克巴上將、《公主闖天關》（2015年）的尚宗和賽拉斯（Cyrax）、《飛奔去月球》（2020年）、《真人快打：魔蠍的復仇》（2020年）、《真人快打：域界之戰》（2021年）、《暗黑破壞神IV》（2023年）以及《ULTRAMAN：崛起》（2024年）等。也曾幫麥當勞、克萊斯勒集團等公司廣告配音過。
此外，他也曾替《審判之逝：湮滅的記憶》（2021年）的配角江原明弘（Akihiro Ehara）之英語配音。

## 生平
巴特勒生於加利福尼亞的洛杉磯郡，他有一半日本血統和一半墨西哥血統，他聲稱自己為「日本-墨西哥人」。
1990年初他曾經在Sandie Schnarr Talent的人才經紀公司擔任接待員和經理。

## 外部連結
- 官方网站
- 阿特·巴特勒在互联网电影资料库（IMDb）上的資料（英文）
- 阿特·巴特勒的X（前Twitter）
- 阿特·巴特勒的Instagram帳戶